# Kalendarium historii Algierii
Kalendarium historii Algierii – uporządkowany chronologicznie, począwszy od czasów najdawniejszych aż do współczesności, wykaz dat i wydarzeń z historii Algierii.

## Starożytność

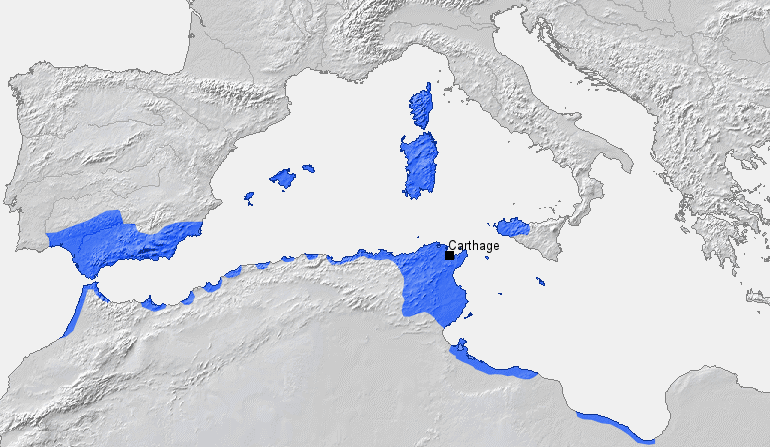
Zasięg Kartaginy w III w. p.n.e.

- XII w. p.n.e. – na wybrzeżach dzisiejszej Algierii powstały fenickie osady handlowe[1]
- IX w. p.n.e. – Kartagina podbiła fenickie osady handlowe[1]
- III w. p.n.e. – na terenie dzisiejszej Algierii powstało królestwo Numidii[1]
- I w. p.n.e. – Imperium rzymskie podbiło królestwo Numidii[1]
- V w. n.e. – wybrzeża dzisiejszej Algierii podbili Wandalowie[1]
- 533 – Bizancjum wyparło Wandalów z wybrzeża[1]
- II połowa VII w. – Arabowie podbili tereny dzisiejszej Algierii – berberska ludność została poddana arabizacji i islamizacji[1]

## Panowanie arabskie
- II połowa VIII w. – Berberowie uniezależnili się od Arabów[1]
- X w. – Fatymidowie podbili terytorium Algierii[1]
- XII–XIII w. – tereny dzisiejszej Algierii należały do berberskich dynastii Almorawidów i Almohadów[1]
- schyłek XV w. – w Afryce Północnej zaczęli osiedlać się muzułmańscy uchodźcy z Hiszpanii[1]
- 1509 – Hiszpania zajęła Oran[1]
- 1510 – Hiszpania zajęła Algier[1]
- 1519 – berberscy piraci przyjęli zwierzchnictwo sułtana[1]
- 1708 – Hiszpania oddała sułtanowi tureckiemu Oran[1]
- 1830 – Francuzi zdobyli Algier i rozpoczęli kolonizację Algierii[1]
- 1847 – Francja opanowała wnętrze Algierii[1]

## Panowanie francuskie

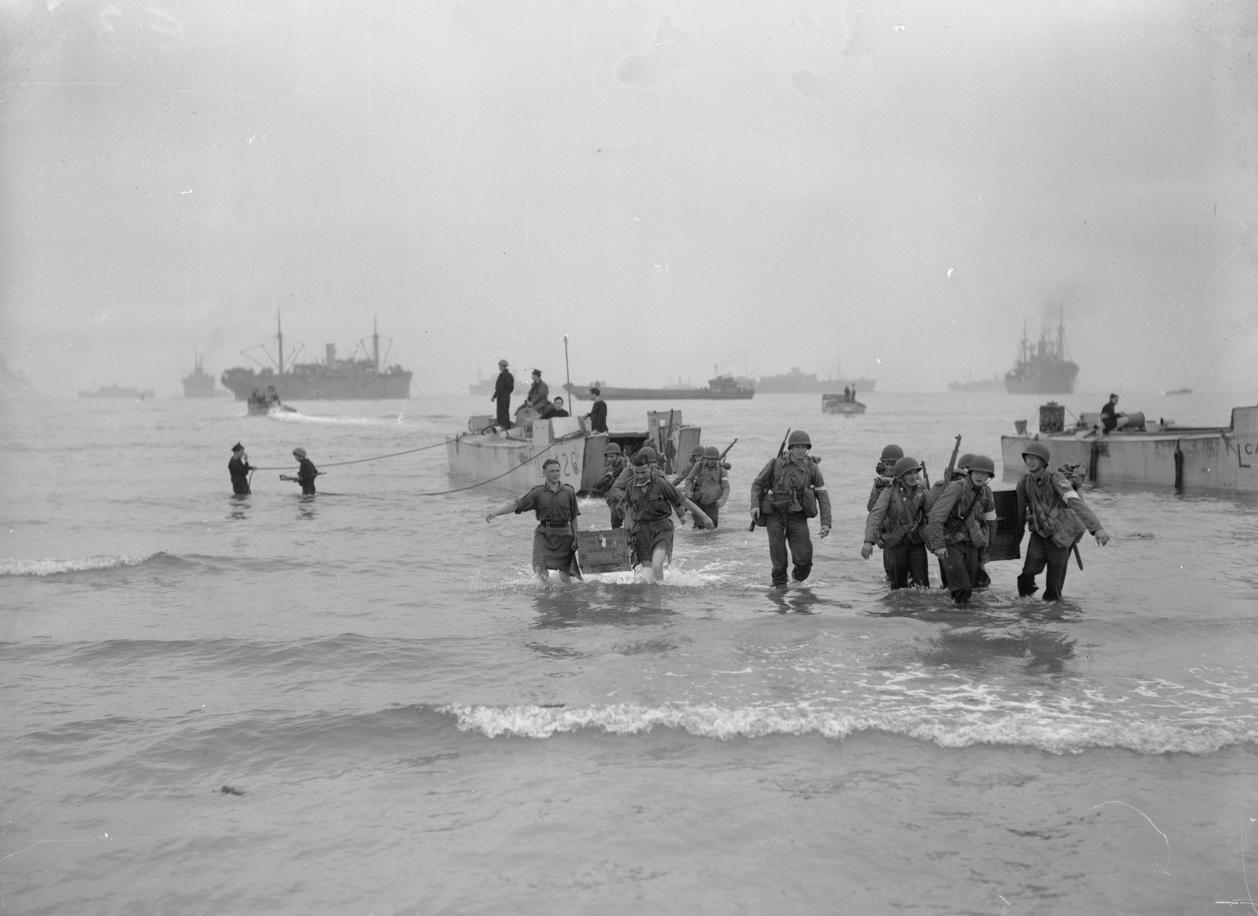
Amerykańscy żołnierze lądują na plażach w pobliżu Oranu – 1942

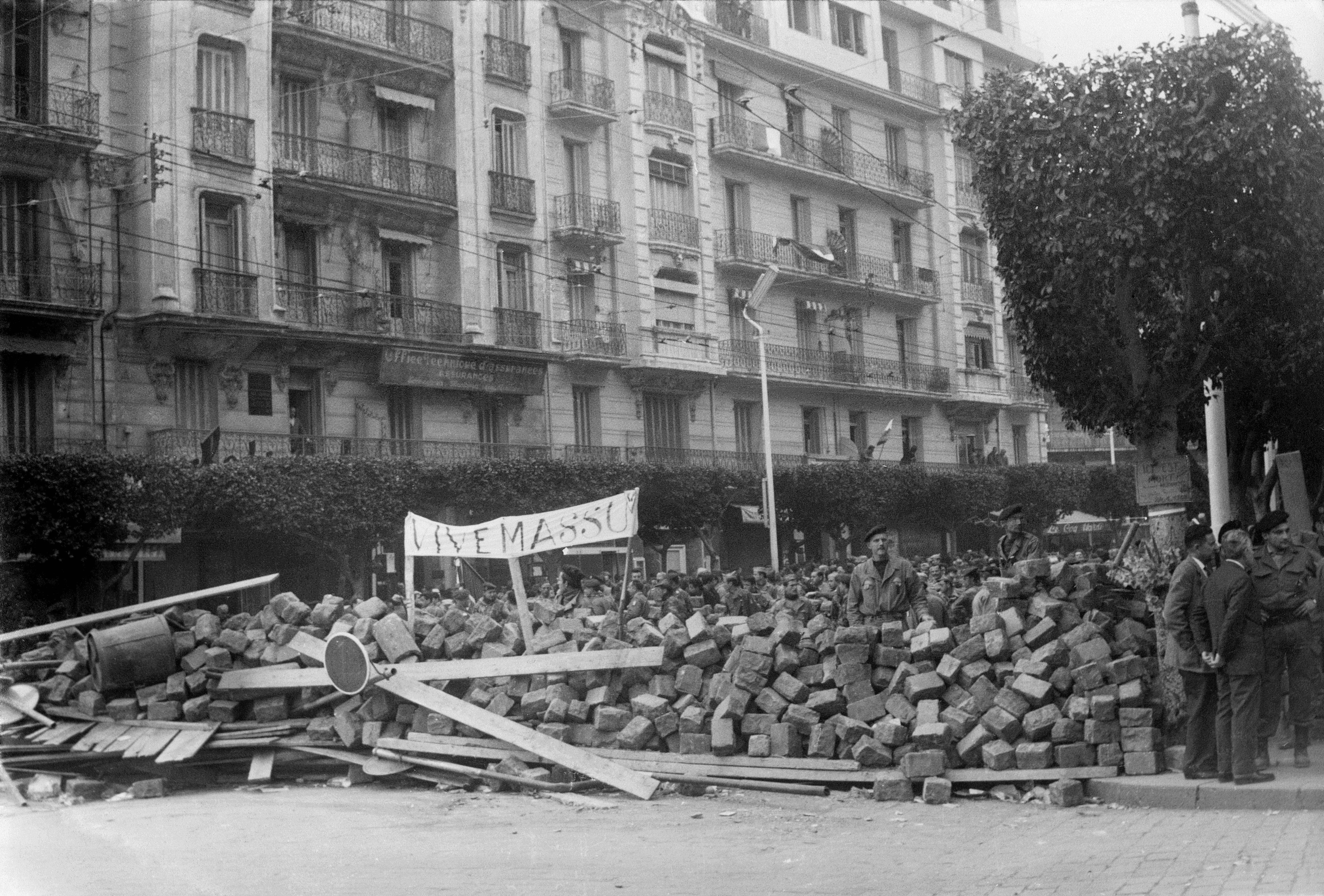
Barykada wzniesiona podczas wojny o niepodległość w Algierze, styczeń 1960

- 1857 – wybuchło powstanie antyfrancuskie[1]
- 1864–1866 – wybuchło drugie powstanie antyfrancuskie[1]
- 1870–1871 – wybuchło trzecie powstanie antyfrancuskie[1]
- 1881 – uchwalono kodeks tubylczy, zabraniający ludności muzułmańskiej przynależności do związków zawodowych i partii politycznych (zakaz przynależności do partii politycznych zniesiono podczas I wojny światowej)[1]
- 1926 – w Paryżu powstała organizacja Gwiazda Północnoafrykańska[1]
- 1931 – powstało Stowarzyszenie Alimów Algierskich[1]
- 1937 – Gwiazda Północnoafrykańska przekształciła się w Partię Ludu Algierskiego[1]
- 1938 – Ferhat Abbas stanął na czele Algierskiej Unii Ludowej[1]
- 1940–1944 – Algieria pod kontrolą państwa Vichy[2]
- 25 lipca 1942 – alianci zatwierdzili plan lądowania na terenie Algierii[2]
- 7/8 listopada 1942 – miała miejsce amerykańsko-brytyjska operacja desantowa we francuskiej części Afryki Północnej (Operacja Torch)[3]
- 3 czerwca 1943 – w Algierze powstał Francuski Komitet Wyzwolenia Narodowego[4]
- 9 września 1944 – francuskie władze przeniosły się z Algieru do Paryża[5]
- 1946 – powstał Ruch na Rzecz Triumfu Wolności Demokratycznej[1]
- 1947 – powstała konspiracyjna Organizacja Specjalna z zadaniem przygotowania zbrojnego powstania[1]
- 1 listopada 1954 – wybuchło powstanie antyfrancuskie[1]
- 1954–1958 – powstanie zbrojne przeciwko Francji[1]
- 1958 – w Kairze powstał Tymczasowy Rząd Republiki Algierskiej[1]
- 18 marca 1962 – Francja i Algieria podpisały układ w Évian-les-Bains[1]
- 1962 – Algieria proklamowała niepodległość[1]

## Niepodległa Algieria

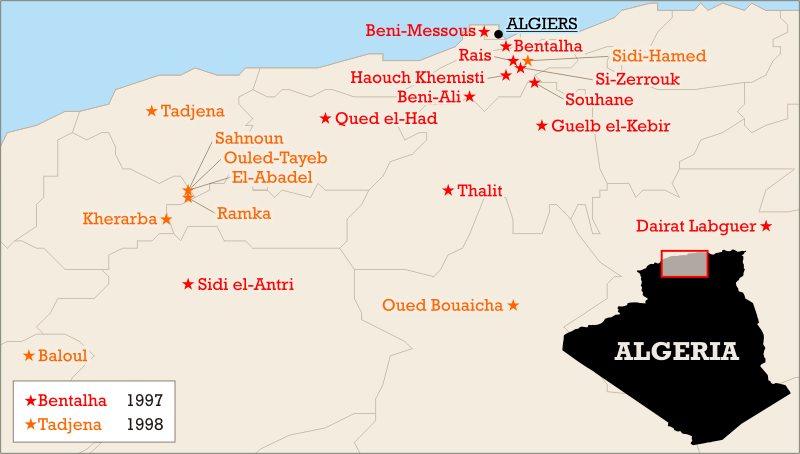
Mapa z zaznaczonymi miejscami dokonania masakr (od 50 ofiar) na ludności w latach 1997-1998

- 1963 – Algieria uchwaliła konstytucję[1]
- 1964 – w Algierskiej Karcie Narodowej nakreślono program rozwoju społeczno-politycznego państwa (tzw. algierski socjalizm)[1]
- 1965 – przeprowadzono wojskowy zamach stanu[1]
- 1971 – znacjonalizowano złoża ropy naftowej i gazu ziemnego[1]
- 1976 – bitwa z wojskiem marokańskim w Amgali[6]
- 1988 – w wielu miastach wybuchły zamieszki[1]
- 1988 – odbyło się referendum powszechne, w którym 90% ludności opowiedziało się za reformami konstytucyjnymi[1]
- 1989 – przeprowadzono reformy polityczne[1]
- 1990 – odbyły się pierwsze wolne wybory samorządowe, wygrane przez Muzułmański Front Ocalenia[1]
- grudzień 1991 – odbyły się pierwsze wolne wybory parlamentarne, wygrane przez Muzułmański Front Ocalenia[1]
- 1991–2002 – wojna domowa[1]
- styczeń 1992 – przeprowadzono zamach stanu[1]
- luty 1992 – wprowadzono stan wyjątkowy[1]
- marzec 1992 – zdelegalizowano Muzułmański Front Ocalenia[1]
- 1994 – rozpoczęły się rozmowy pomiędzy opozycyjnymi partiami politycznymi[1]
- 1996 – w referendum przyjęto konstytucję umacniającą pozycję prezydenta[1]
- grudzień 1997 – odbyły się wybory parlamentarne[1]
- 2005 – w referendum zdecydowano o amnestii dla uczestników walk[1]
- 2010-2011 – wybuchły protesty antyrządowe[1]
- kwiecień 2014 – odbyły się wybory prezydenckie[1]